# Karin Dengler-Schreiber
Karin Dengler-Schreiber (* 1947 in Bamberg) ist eine deutsche Historikerin und Schriftstellerin.

## Leben
Karin Dengler-Schreiber besuchte das Gymnasium der Englischen Fräulein in Bamberg. Im Anschluss daran studierte sie Geschichte, Kunstgeschichte und Literatur in Würzburg und Wien. Sie promovierte in Würzburg bei Otto Meyer mit einer Arbeit über die mittelalterlichen Handschriften des Klosters Michelsberg zum Dr. phil. Als Historikerin beschäftigt sie sich seit Jahren intensiv mit Forschungen zur Geschichte Bambergs.
1983 wurde sie zur ehrenamtlichen Heimatpflegerin der Stadt Bamberg gewählt. Dieses Amt behielt sie über 26 Jahre bei und gab es erst im Jahr 2009 auf eigenen Wunsch an ihren Nachfolger, den Kunsthistoriker Ekkehard Arnetzl, ab. Im Rahmen ihrer Tätigkeit als Heimatpflegerin setzte sie sich für die vielen Denkmäler im Stadtgebiet Bamberg ein. Dank ihres Einsatzes wurden zahlreiche Gebäude vor dem Abriss bewahrt und prägen heute das Stadtbild. Zwei Beispiele hierfür sind das „Deutsche Haus“, in welchem sich heute die Stadtbücherei befindet, sowie der „Ziegelbau“ neben der Konzert- und Kongresshalle.
1997 wurde Karin Dengler-Schreiber in den Landesdenkmalrat, der die bayerische Staatsregierung in Denkmalfragen berät, berufen und 1999 zu dessen stellvertretenden Vorsitzenden gewählt. Von 2008 bis 2011 war sie für das Welterbemanagement der Stadt Bamberg verantwortlich. Dengler-Schreiber lebt mit ihrem Mann und ihren drei Söhnen in Bamberg.

## Buchautorin
Karin Dengler-Schreiber hat zahlreiche Bücher zur Geschichte und Denkmalpflege der Stadt Bamberg geschrieben. Unter dem Pseudonym Anna Degen veröffentlicht Dengler-Schreiber in Bamberg spielende Kriminalromane.

## Ehrungen
- Bundesverdienstkreuz am Bande (3. Dezember 2004)[1]
- Bayerischer Verdienstorden (2009)
- Bürgermedaille der Stadt Bamberg (2012)

## Werke
- Bamberg für alte und neue Freunde, Ein Führer durch die Stadt, Bayerische Verlagsanstalt, Bamberg, 1998, ISBN 3870522801, neue Auflage 2007, ISBN 978-3-8988-9014-4
- Zauberhaftes Bamberg, Bayerische Verlagsanstalt, Bamberg 1987, ISBN 3870523751
- Bamberg – mit Stadtplan, Bayerische Verlagsanstalt, Bamberg 1995, ISBN 	3870522852
- Kleine Bamberger Stadtgeschichte, Pustet Verlag, Regensburg 2013, ISBN 978-3-7917-2011-1
- Kunigunde + Heinrich – Ein Herrscherpaar, Heinrichs-Verlag, Bamberg 2008, ISBN 978-3-8988-9131-8
- Historischer Verein Bamberg, Die Handschriften des Historischen Vereins Bamberg in der Staatsbibliothek Bamberg, Selbstverlag, Bamberg 1985
- Das Haus am Nonnengraben (als Anna Degen), Kriminalroman, Emons Verlag, Köln 2007, ISBN 978-3-89705-494-3
- Bamberger Verrat (als Anna Degen), Kriminalroman, Emons Verlag, Köln 2014, ISBN 978-3-95451-250-8
- Der Königsmord von Bamberg (als Anna Degen), historischer Roman über den Mord an Philipp von Schwaben, Emons Verlag, Köln 2024, ISBN 978-3-7408-2053-4